# Melanagromyza erechtitidis
Melanagromyza erechtitidis este o specie de muște din genul Melanagromyza, familia Agromyzidae, descrisă de Spencer în anul 1966.
Este endemică în Florida. Conform Catalogue of Life specia Melanagromyza erechtitidis nu are subspecii cunoscute.